# Gare d'Irun Colon
Ne doit pas être confondu avec Gare d'Irun, Gare d'Irun Ficoba ou Gare de Ventas de Irun.
La gare d'Irun Colon est une gare ferroviaire espagnole de la ligne métrique Saint-Sébastien - Hendaye. Elle est située dans le centre de la commune d'Irun, dans la province de Guipuscoa et la communauté autonome du pays basque.
C'est une gare appartenant à l'entreprise publique Euskal Trenbide Sarea - Red Ferroviaria Vasca, dépendant du gouvernement basque. Surnommée « El Topo (la taupe) », elle est exploitée par l'opérateur Euskotren Trena. C'est la troisième gare la plus fréquentée de la ligne, derrière celles d'Amara-Donostia et d'Anoeta.

## Situation ferroviaire
La gare d'Irun Colon est située sur la ligne à écartement métrique de Saint-Sébastien à Hendaye entre les gares d'Irun Ficoba (en direction d'Hendaye) et de Belaskoenea (en direction de Saint-Sébastien).
C'est une gare dotée de deux voies bordées chacune par un quai latéral.

## Histoire
Cette gare a ouvert en 1912 comme terminus de la ligne Saint-Sébastien - Irun, en attendant son prolongement jusqu'à Hendaye en 1913.
En 2012, lors du renouvellement des panneaux et de la signalétique de la gare, son nom a été légèrement modifié en passant de "Irun-Colón" à "Irun Colon".
La gare a été rendue entièrement accessible de manière sécurisée aux personnes handicapées en 2018 grâce à la construction d'un ascenseur au niveau du quai en direction d'Hendaye, auparavant accessible de plain-pied uniquement par un passage sur les voies.

## Service des voyageurs

### Accueil
Gare Euskotren, elle dispose d'un guichet ainsi que d'automates Renfe et Euskotren,. Elle est équipée d'escaliers et d'ascenseurs permettant de descendre au niveau de chacun des deux quais, suivant la destination choisie.

### Desserte
Irun Colon est desservie tous les quarts d'heure par les trains de la ligne E2 du métro de Saint-Sébastien. Un train sur deux est prolongé d'Irun Colon à Hendaye.